# 三氟甲硫醇
三氟甲硫醇是一种有机硫化合物，化学式为CF3SH，它是一种硫醇。它最早于1953年被制得。

## 制备
三氟甲硫醇最初由三氟甲硫醇汞和氯化氢气体的反应制得；后来，人们又发现了硫代碳酰氟和氟化氢气体的反应可以产生三氟甲硫醇。其它方法还有三氟甲基二硫化物和硫化氢在紫外光下的反应：
CF3SSCF3 + H2S → 2 CF3SH + S
以及一些三氟甲硫基的一些衍生物的反应：
CF3SBr + HBr →  CF3SH + Br2
3 CF3SNCO + 6 HI → 3 CF3SH + 3 I2 + (HNCO)3

## 性质
三氟甲硫醇可以和烯烃或炔烃发生加成反应，如和CF2=CFCl、CH2=CHCl等物质的反应：
它和N-碘代丁二酰亚胺（NIS）反应，可以得到碘代产物CF3SI。

## 拓展阅读
- Minkwitz, Rolf; Liedtke, Andreas. . Zeitschrift für Naturforschung B. 1988, 43 (10): 1263–1267. ISSN 1865-7117. doi:10.1515/znb-1988-1009.
- Haas, Alois; Radau, Godehard. . Journal of Fluorine Chemistry. 1998, 89 (1): 9–18. ISSN 0022-1139. doi:10.1016/S0022-1139(98)00079-7.